# Carolay
Carolay es una teleserie juvenil de producción nacional independiente de Oduver Cubillan y con la coproducción de BGCreativos. Se estrenó entre el 26 de octubre de 2019 y el 12 de enero de 2020 por Venevisión. Se confirmó una segunda temporada. El productor de Carolay afirmó que su sueño era tener una serie transmitida por Venevisión.
Es la primera serie juvenil venezolana en ser producida y grabada exclusivamente en el estado Zulia.

## Sinopsis
Carolay no es una chica ordinaria como todos pueden creer, ella es hija de padres prosapias (humanos), pero un día descubrirá una gran verdad y entenderá por qué  es diferente a la sociedad prosapia. Descubre que es hija de un rey mágico, llamado míster Buenísimo, habitante del planeta dulce y por tal razón es heredera del trono real. Pero esto no es tan fácil como lo imaginas, Carolay está condenada a morir en manos de la Bruja Agria.

## Reparto
- Caterine Baker
- Dora Mazzone -Gema
- Simón Pestana
- Antonio Delli - Míster Buenísimo
- Hilda Abrahamz - Madam Ponzoña
- Tania Sarabia
- Diana Patricia Cubillan
- Ángel Atencio
- Caterine Baker
- Samer Kotteich
- Esteban Novaro
- María Manuela Corzo
- Enzo Pradelli
- Surena
- Alejandra Flores
- Leonel Soto
- Gabriel Valdivieso
- Sandy Miranda
- Dianela Parra
- Victoria Saracino
- Megan Al Abdala
- Nerio Cuadrado
- Alfredo Suárez
- Bárbara Serpente
- Fabiana Rutigliano
- Giovanna Picazza
- Rey Raggio
- Iceberg Méndez
- Valeria Fernández
- Vanessa Cassiani
- Paula Moreno
- Kariana
- Norayda Reyes
- Arianni Villalobos
- Douglas Castro
- Katherin Vielma